# Platt’s Eyot
Platt’s Eyot oder Platt’s Ait ist eine Insel in der Themse bei Hampton, im London Borough of Richmond upon Thames, England, zwischen dem Molesey Lock und dem Sunbury Lock.

## Geographie
Die Insel war ein typisches Werder, das für die Aufzucht von Weiden genutzt wurde. Es wurde aber auch benutzt um Abraum vom Bau des Stain Hill Reservoirs zu lagern, wobei ein großer Hügel am westlichen Ende der Insel entstand. Eine Hängebrücke verbindet die Insel mit Hampton. Die gesamte Insel ist als River Thames site of Metropolitan Importance for Nature Conservation klassifiziert worden und das westliche Ende ist Teil des Metropolitan Green Belt. Es ist die westlichste Insel der Themse in Greater London. Die Insel ist eine landschaftlich und baulich geschützte Conservation Area.

## Geschichte
Der Name der Insel geht auf einen Mann Namens Platt aus Molesey zurück, der auf der Insel Weiden aufzog.
Bootsbau begann auf der Insel 1868, als Thomas Tagg, der ein Unternehmen seit 1841 auf Tagg’s Island ungefähr 1 km flussabwärts betrieb, eine Werkstatt und ein Haus am östlichen Ende der Insel baute.
Ein Wasserwerk und eine Ladestation für elektrisch betriebene Vergnügungsboote wurde ebenfalls auf der Insel gebaut.
Um 1904 eröffnete John Isaac Thornycroft die Hampton Launch Works, einen Ableger seines Bootsbaubetriebes in Chiswick, den er in den 1860er Jahren gegründet hatte. Dieser Betrieb konzentrierte sich auf den Bau von offenen und geschlossenen Vergnügungsbooten. Der Erfolg des Unternehmens erregte die Aufmerksamkeit der Marine und führte zu entsprechenden Aufträgen. Ein neuer, größerer Betrieb wurde in Southampton eröffnet, der die Hauptstätte des Unternehmens wurde, doch auf der Insel wurden im Ersten und im Zweiten Weltkrieg kleine Boote für die britische Marine gebaut. 1916 gab die Marine den Auftrag für ein neues, schnelles, mit Torpedos bewaffnetes Motorboot, das von Thorneycroft unter Geheimhaltung auf der Insel gebaut wurde. Um diese Zeit wurden vier neue Bootshallen auf der Insel errichtet. Die Hallen wurden von Augustine Alban Hamilton Scott entworfen und mit dem Belfast Traversen System gebaut, das im Ersten Weltkrieg entwickelt worden war, um große Hallendächer wie bei Flugzeughängern zu konstruieren. Nur wenige Bootshallen wurden auf diese Art und Weise gebaut.
Während des Zweiten Weltkrieges wurden in dem Betrieb Motortorpedoboote, Motorboote und Landungsfahrzeuge hergestellt. Thornycrofts stellte den Schiffsbau auf der Insel ein, als das Unternehmen 1966 mit Vosper & Company fusionierte. Daraufhin wurde die Insel von der Port Hampton Ltd. gekauft, die dort eine Anzahl unterschiedlicher Industriebetriebe ansiedelte.
1941 wurde die Insel durch eine Hängebrücke mit Hampton verbunden, die von den Royal Electrical and Mechanical Engineers gebaut wurde.
Die Verwaltungszugehörigkeit der Insel wurde am 1. April 1970 vom Esher Urban District in Surrey an das London Borough of Richmond upon Thames in Greater London übertragen. Die Übertragung erfolgte auf der Grundlage des London Government Act 1963.